# 순 (위위)
순(順, ? ~ ?)은 전한 후기의 관료이다. ‘순’은 이름자로, 성씨는 알 수 없다.

## 생애
감로 4년(기원전 50), 위위에 임명되었다.

## 출전
- 반고, 《한서》 권19하 백관공경표(百官公卿表) 下

| 전임 홍 | 전한의 위위 기원전 50년 ~ 기원전 48년? | 후임 왕접 |